# Peter Sinfield
Peter John Sinfield (27 de diciembre de 1943, 14 de noviembre de 2024) fue un poeta y cantautor británico. Conocido por ser el cofundador y antiguo letrista de King Crimson, cuyo álbum de debut In the Court of the Crimson King está considerado como uno de los primeros y más influyentes álbumes de rock progresivo jamás publicados.
Las letras de Sinfield son conocidas por su imaginería surrealista, a menudo relacionada con conceptos comunes de fantasía, la naturaleza o el mar. También suelen tratar conceptos emocionales y, a veces, argumentales. Más adelante en su carrera, adaptó su forma de componer para adaptarse mejor a la música pop, y escribió varias canciones de éxito para artistas como Céline Dion, Cher, Cliff Richard, Leo Sayer, Five Star y Bucks Fizz.
En 2005, la revista Q se refirió a Sinfield como un "héroe del prog rock" por su trabajo lírico y su influencia en la industria musical.

## Primeros años
Sinfield nació en Fulham, Londres, de ascendencia mixta inglés-irlandesa y de una madre activista bohemia, Deidre (también conocida como Joey o Daphne). Rara vez tuvo contacto con su padre Ian. Hasta los ocho años, fue criado en gran parte por la ama de llaves alemana de su madre, Maria Wallenda, una equilibrista del circo Flying Wallendas, tras lo cual fue enviado a la escuela Danes Hill de Oxshott. Fue allí donde Sinfield descubrió el amor por las palabras y sus usos y significados, con la orientación de su tutor John Mawson. Llegó a devorar libros de todo tipo, especialmente de poesía. Más tarde asistió a la Ranelagh Grammar School de Bracknell, Berkshire. Abandonó la escuela a los dieciséis años y trabajó brevemente como agente de viajes, creyendo que esto le "permitiría ver el mundo".
A continuación, Sinfield pasó a trabajar para una empresa de informática durante seis años, viajando por Europa cuando podía y frecuentando a sus amigos de la Escuela de Arte de Chelsea. Para competir con sus amigos de la escuela de arte, Sinfield empezó a aprender a tocar la guitarra y a escribir poesía a mediados de la década de 1960, y se ganó la vida en puestos de mercado vendiendo cometas hechas a mano, pantallas de lámparas, pinturas y ropa personalizada. Pasó varios años vagando por Marruecos y España antes de regresar a Inglaterra. En algún momento de 1967, formó The Creation, una banda que, según él, era un cruce entre Donovan y The Who. Uno de los miembros, Ian McDonald, convenció a Sinfield para que cambiara de cantante y guitarrista a letrista.

## King Crimson
En 1968, McDonald se unió a Giles, Giles and Fripp, un trío de pop progresivo formado por Michael Giles, Peter Giles y Robert Fripp, que buscaba hacer más con la música de lo que su formación de tres hombres podía lograr. McDonald hizo saber a los demás que ya estaba trabajando con alguien que podía escribir letras. En su forma primordial, Giles, Giles & Fripp, aumentados por McDonald y la exvocalista de Fairport Convention Judy Dyble, grabaron una primera versión de la canción de McDonald-Sinfield "I Talk to the Wind", que más tarde pasó a formar parte del repertorio de King Crimson.
Peter Giles abandonó el grupo más o menos en esa época, para ser sustituido por Greg Lake, y Sinfield se incorporó más o menos en la misma época. Según sus propias palabras, "me convertí en su mascota hippie, porque podía decirles dónde ir a comprar la ropa divertida que veían que todo el mundo llevaba". A Sinfield también se le ocurrió el nombre de King Crimson. A Sinfield le encantaba trabajar con la banda y, además de escribir las letras fantasmagóricas que llegaron a formar parte de la marca registrada de King Crimson, también se encargaba del espectáculo de luces del grupo en sus conciertos, y ofrecía asesoramiento sobre las ilustraciones, el diseño de los álbumes y otros detalles de los lanzamientos de la banda. El papel de Sinfield en la banda se limitaba a tocar ocasionalmente el sintetizador EMS VCS 3.
Fripp se involucró en otros proyectos (sobre todo en la orquesta Centipede), lo que dejó a Sinfield con gran parte de la responsabilidad de la versión final y el diseño del álbum, incluyendo la singularmente ornamentada chaqueta. La relación entre Sinfield y Fripp se volvió cada vez más tensa a medida que la banda progresaba. En su cuarto álbum, Islands, Sinfield comenzó a explorar un nuevo territorio lírico, con imágenes más sexuales yuxtapuestas a la lánguida y surrealista canción que da título al disco. El 1 de enero de 1972, tras una gira por Estados Unidos, Fripp le dijo a Sinfield que no podía seguir trabajando con él y le pidió que dejara el grupo.

## ELP, Roxy Music, PFM y Still
En 1972, Sinfield siguió asociado a E.G. Records, que representaba a King Crimson y Roxy Music, y fue mientras producía el álbum de debut de Roxy Music y su exitoso sencillo "Virginia Plain" cuando decidió probar por primera vez a grabar un álbum en solitario. En 1973 escribió las letras en inglés para el grupo italiano Premiata Forneria Marconi y produjo su primer álbum para Manticore Records de Emerson, Lake & Palmer, titulado Photos of Ghosts, así como The World Became the World (a Greg Lake lo conocía de sus años en King Crimson, ya que Lake participó en sus dos primeros álbumes, In The Court of the Crimson King y In the Wake of Poseidon).
En 1973, Sinfield formó una banda llamada provisionalmente A Bowl of Soup, con Phil Jump a los teclados, Richard Brunton a la guitarra, Allan "Min" Mennie a la batería, Steve Dolan al bajo y el propio Sinfield a la voz, la guitarra y el sintetizador. A Bowl of Soup fueron contratados para grabar un álbum en los estudios Command. Este álbum, Still, fue finalmente acreditado como un álbum en solitario de Pete Sinfield, y además de los cinco miembros de A Bowl of Soup, contó con la colaboración de numerosos antiguos (Greg Lake, Mel Collins, Ian Wallace) y futuros (John Wetton) alumnos de Crimson. Mientras trabajaba en Still, ELP se puso en contacto con él, ya que necesitaban un letrista del calibre de Sinfield. Sinfield lo dijo más claramente: "Greg Lake me llamó. Necesito ayuda con las letras'. Y vaya si necesitaba ayuda". Still se publicó originalmente en el propio sello Manticore de ELP en 1973, pero Sinfield se encontró subsumido en Emerson, Lake & Palmer. Como tenía miedo al escenario y no tenía tiempo para superarlo debido a las exigencias de la composición, su carrera en solitario quedó en suspenso y trabajó con ELP durante los siguientes años.
Durante este tiempo, Sinfield vivió con su primera esposa Stephanie en The Mill House, Surrey, que le fue prestada por ELP. Su vecino era Gary Brooker, de Procol Harum, con quien coescribió cinco canciones en el primer álbum en solitario de Brooker, No More Fear of Flying. También publicó un libro con sus anteriores letras y poemas titulado Under the Sky (llamado así por una de las letras de Still). En 1975 se publicó "I Believe in Father Christmas", una canción coescrita con Greg Lake.

## Años en Ibiza
Tras sobrestimar su riqueza y subestimar su porcentaje de derechos de autor de ELP, se trasladó a Ibiza para vivir como exiliado fiscal, y disfrutó de su primera interrupción del trabajo continuo en la industria musical. Allí conoció a un círculo de artistas, actores, pintores y miembros del Chelsea Arts Club, como Peter Unsworth y Barry Flanagan, y acabó separándose de su primera esposa. Durante su estancia en Ibiza, el descanso de Sinfield de la composición le permitió dedicar su tiempo a viajar, socializar y reflexionar, algo que no había podido hacer durante la década anterior.
A finales de los años 70, siguió moviéndose en comunidades por toda España. En 1978, tras el éxito de sus anteriores letras para Emerson, Lake & Palmer, Sinfield recibió el encargo de ELP de producir las letras de su álbum Love Beach, considerado por muchos (incluido el propio Sinfield) como el más flojo de todos los álbumes de ELP. En 1978 también narró In a Land of Clear Colours, de Robert Sheckley, una historia de ciencia ficción en audio que se publicó al año siguiente en una edición limitada de 1.000 discos de vinilo. La música de acompañamiento para la historia fue proporcionada por Brian Eno, con quien Sinfield había trabajado previamente mientras producía Roxy Music. Cuando regresó a Londres en 1980, con su nueva esposa española (una modelo y subcampeona de Miss España), descubrió que la música de rock progresivo ya no estaba en demanda, y que el punk había surgido en el Reino Unido.
Sinfield también escribió las letras, en 1978-1980, de las versiones en inglés de Alla fiera dell'est (Feria de la altura) y La pulce d'acqua (Fábulas y fantasías), del cantautor italiano Angelo Branduardi y, en 1981-1983, de "It's Your Dream" (Nikka Costa 1), "My First Love", "I Believe in Fairy Tales" y "Trick or Treat" (Fairy Tales), de la cantante infantil estadounidense Nikka Costa.

## Años pop
A su regreso a Londres en 1980, su editor le presentó a Andy Hill, compositor y compañero de profesión. Él y Sinfield colaboraron en éxitos como "The Land of Make Believe" de Bucks Fizz, que alcanzó el número 1 en la UK Singles Chart, y se convirtió en uno de los mayores éxitos de ventas de la década. Mientras se reeducaba para adaptarse a la industria de la música pop con la ayuda de Hill, regresó a España, donde ya estaba establecido en las comunidades de Ibiza y Barcelona, y a medida que su carrera avanzaba, se mudó a una casa en Mallorca. En esta época, apareció en el programa de televisión español Musical Express, donde fue entrevistado y realizó un set con Boz Burrell, Tim Hinkley, Michael Giles, Bobby Tench, Mel Collins y Gary Brooker.
En el Reino Unido, siguió publicando éxitos con Hill, como "I Hear Talk" de Bucks Fizz y "Have You Ever Been in Love" de Leo Sayer (que escribieron con John Danter). También coescribió "Rain or Shine" de Five Star con Billy Livsey. Tras divorciarse de su mujer y abandonar Mallorca, regresó al Reino Unido alrededor de 1990 a un piso en Holland Park y continuó escribiendo letras para música popular. En 1993, reeditó su álbum en solitario como Stillusion. Ese mismo año, él y Hill publicaron "Think Twice" de Céline Dion, que se convirtió en un éxito masivo y ganó un Premio Ivor Novello a la "Mejor canción musical y lírica". Sinfield y Hill también habían ganado un Ivor Novello una década antes por el tema de Leo Sayer, "Have You Ever Been in Love".

## Haiku
Había rumores de un segundo álbum en solitario, y Sinfield trabajó en él durante un par de años con el vibrafonista y programador Poli Palmer, exmiembro de Family. Siempre fue un proyecto difícil, que se vio agravado por la operación de cuádruple baipás que sufrió Sinfield en 2005. Tras un periodo de convalecencia, Sinfield trató de reiniciar el proyecto, pero no llegó a despegar.
Durante este tiempo, Sinfield escribió un número creciente de haiku. Tras su aparición en el Festival de Poesía de Génova, en el Palacio Ducal, en junio de 2010, ha dirigido sus energías creativas más hacia la poesía.
Sinfield sigue activo como escritor y apareció en el documental de la BBC de 2009 Prog Rock Britannia: An Observation in Three Movements.

## Influencias
Sinfield tuvo una educación bastante inusual y colorida, siendo hijo único (salvo su hermano adoptivo, Dennis) de una madre bisexual que dirigía una peluquería y uno de los primeros bares de hamburguesas de Londres en la década de 1950. Creció en un hogar bohemio, y afirma tener vívidos recuerdos de navidades extravagantes y maravillosas, que más tarde inspiraron la letra de su éxito "I Believe in Father Christmas", que recordaba una fe perdida e ingenua en Papá Noel. Sinfield afirma que A Poet's Notebook, de Edith Sitwell, tuvo una importante influencia en su escritura, así como las obras de Arthur Rimbaud, Paul Verlaine, William Blake, Kahlil Gibran, Shakespeare y Edith Sitwell.
Musicalmente, se vio muy influenciado por Bob Dylan y Donovan. Al escuchar la primera frase de Donovan en "Colours": "Yellow is the colour of my true love's hair"' fue, según Sinfield, el momento decisivo en el que decidió que tenía el deseo y la capacidad de empezar a escribir canciones.

## Vida personal
Sinfield vivió sus últimos años en Aldeburgh, Suffolk. Fue miembro del comité de la Academia Británica de Autores y Compositores. En 2005 se sometió a una operación de corazón.
Sinfield falleció el 14 de noviembre de 2024, a la edad de 80 años.